# 후지오카정 (군마현)
후지오카정(일본어: 藤岡町)은 일본 군마현 다노군에 설치되었던 정이다.